# Päpstliches Philosophisches Institut Salzburg
Das Päpstliche Philosophische Institut ist als Philosophisches Institut päpstlichen Rechts nach Art einer kirchlichen Fakultät („ad instar facultatis“, lateinisch anstelle einer Fakultät) bei der Katholisch-Theologischen Fakultät der Paris-Lodron-Universität Salzburg kanonisch errichtet. Es besitzt das Recht, kirchliche akademische Grade in Philosophie zu verleihen und wird von der benediktinischen „Salzburger Äbtekonferenz“ getragen.

## Geschichte
Die Ursprünge des Philosophischen Instituts reichen zurück die Zeit der Salzburger Benediktineruniversität (1617/22-1810). Eine Aufarbeitung der Ausrichtung der in Salzburg betriebenen thomistischen Schulphilosophie im 17. und 18. Jahrhundert, deren Geistigkeit bis weit ins 20. Jahrhundert nachwirkte, unternimmt Emmanuel J. Bauer in seiner Habilitationsschrift mit dem Titel: Thomistische Metaphysik an der alten Benediktineruniversität Salzburg.

## Ausrichtung und Forschungsschwerpunkte
Als Forschungsrichtung innerhalb der Theologischen Fakultät trägt die Philosophie besonders jenen philosophischen Fragen Rechnung, die aus der religiösen Dimension des menschlichen Lebens erwachsen, und zeigt die Zusammenhänge der verschiedenen philosophischen Ansätze mit dem christlichen Welt-, Menschen- und Gottesbild auf. Am Fachbereich bestehen derzeit historische und systematische Forschungsschwerpunkte in den Bereichen der Philosophischen Anthropologie und Ethik, der Metaphysik und Philosophischen Gotteslehre, der Religionsphilosophie und der philosophischen Psychologie.

## Studiengänge
Das Studium am Päpstlichen Philosophischen Institut umfasst drei Abschnitte:
- das Grundstudium (= 1. Studienabschnitt des Diplomstudiums),
- das Hauptstudium (= 2. Studienabschnitt des Diplomstudiums),
- das Doktoratsstudium.

Jeder dieser Studienabschnitte umfasst wenigstens vier Semester. Das Grundstudium wird mit dem akademischen Grad des philosophischen Baccalaureates, das Hauptstudium mit demjenigen des philosophischen Lizentiates und das Doktoratsstudium mit dem Grad des philosophischen Doktorates abgeschlossen.

## Salzburger Jahrbuch für Philosophie
Die Zeitschrift Salzburger Jahrbuch für Philosophie (gegründet 1957) wird vom Institut herausgegeben und hat zum Ziel, die philosophische Forschung unter besonderer Berücksichtigung der religiösen Grundfragen des Menschen sowohl durch systematische als auch durch historische Untersuchungen sowie durch Buchbesprechungen zu fördern. Ihr besonderes Interesse gilt dabei klassischen philosophischen Fragestellungen. Sie ist weder einer bestimmten Richtung oder Schule noch einer bestimmten Epoche oder philosophischen Disziplin verpflichtet.